# Pseudomaenas margarita
Pseudomaenas margarita är en fjärilsart som beskrevs av W. Warren 1914. Pseudomaenas margarita ingår i släktet Pseudomaenas och familjen mätare. Inga underarter finns listade.